# Золотоноша (судно)
U855 «Золотоноша» — плавучий склад боєприпасів, що входив до складу Військово-Морських Сил України у 1997—2019 роках.
Названий в честь міста Золотоноша Черкаської області. Більшу частину свого часу знаходився в Стрілецькій бухті Севастополя. Після захоплення Криму російськими військами навесні 2014 року, опинився під контролем Чорноморського флоту Росії. Згодом був розблокований та виведений у місто Очаків.
Був затоплений 1 листопада 2019 року в ході випробування ракет С-125 по надводним цілям — він використовувався як мішень.

## Технічні характеристики
- Водотоннажність порожняком: 2030 тонни.
- Повна водотоннажність: 2960 тонни.
- Розміри: довжина — 82,29 м, ширина — 13,56 м, осадка — 3,23 м.
- Силова установка: несамохідна.
- Вантажопідйомність: 742 тонни.[1]

## Історія судна
Плавучі склади даного проекту будувалися для ВМФ СРСР на Городецькому суднобудівному заводі (Росія) починаючи з 1965 року. Будувалися у трьох модифікаціях.
Спочатку класифікувалися як судна-сховища. Призначення даного класу суден — це забезпечення довготривалого зберігання запасів матеріальних засобів в умовах як обладнаного, так і необладнаного узбережжя, а також для швидкого розгортання пунктів забезпечення кораблів флоту. Особливістю даного проекту суден є корпус із залізобетону.
Плавучий склад «ПСКЛ-19» проекту 814М був побудований на Городецькому суднобудівному заводі у 1986 році (заводський номер 725), увійшов до складу Чорноморського флоту СРСР.
1 серпня 1997 року плавучий склад «Пскл-19» був включений до складу Військово-Морських Сил України, отримавши нову назву «Золотоноша» (на честь однойменного українського міста) з присвоєнням бортового номера «U855».
З 2004 року «Золотоноша» входив до складу центру пошуково-аварійно-рятувальних робіт ВМС ЗСУ. Базувався у Стрілецькій бухті Севастополя.

### Російсько-українська війна
21 березня 2014 року, після здійснення Російською Федерацією анексії Криму, на судні «Золотоноша» був спущений прапор ВМС України, і піднятий прапор Військово-Морського Флоту Росії. Однак уже 16 квітня 2014 рок плавучий склад без прапорів розпізнавання був виведений із Стрілецької бухти російськими буксирами за межі 12-мильної територіальної зони, де був переданий українському цивільному буксиру для буксирування в Очаків.
1 листопада 2019 року, в ході випробування модернізованого ЗРК С-125-2Д1 по надводним цілям, плавсклад був використаний як мішень й затоплений після влучання двох ракет.